# Microlentille
Ne doit pas être confondu avec Microlentille gravitationnelle.

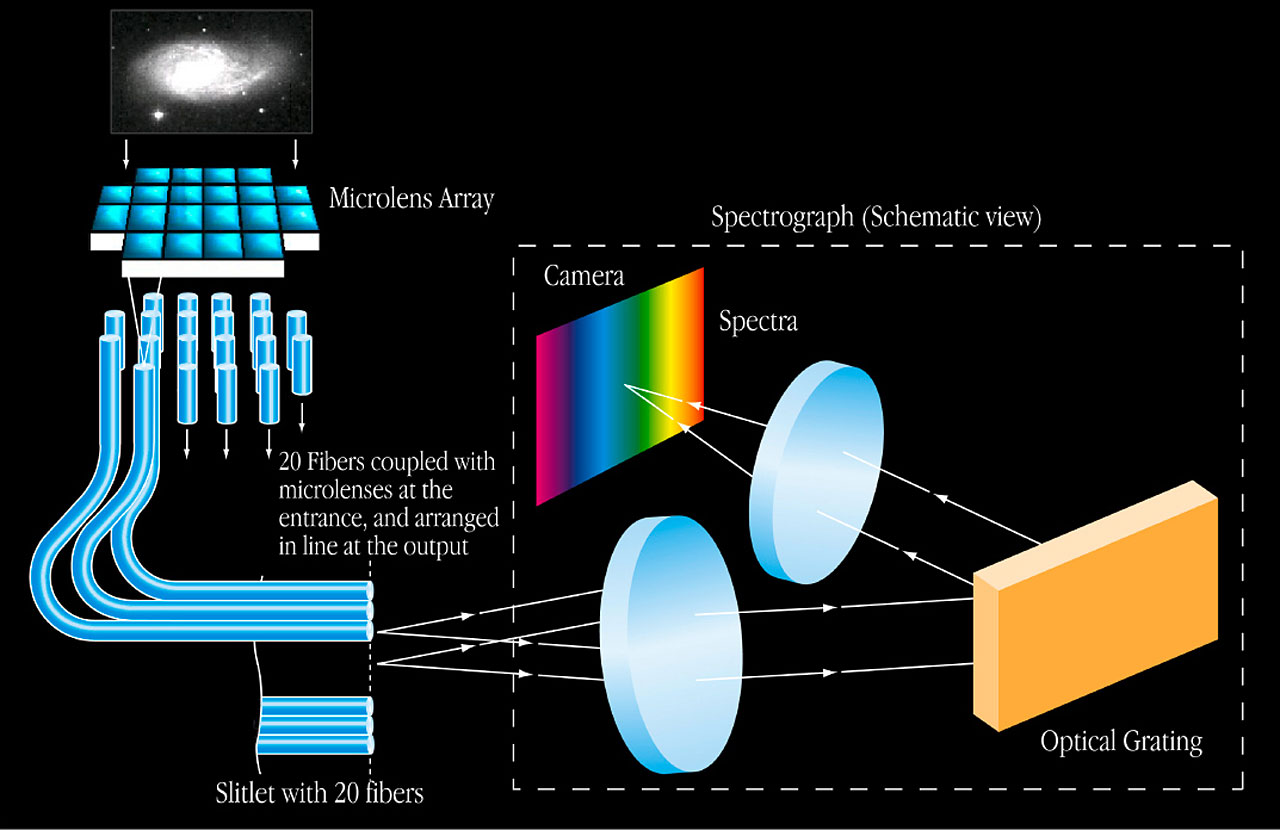
Un réseau de microlentilles utilisé dans un spectrographe

Une microlentille est une petite lentille, généralement d'un diamètre inférieur au millimètre et pouvant atteindre une dizaine de micromètres. Étant donné la petite taille de ces objets, ils peuvent être sujet à des phénomènes de diffraction optique.

L'une des géométries les plus communes pour ces microlentilles est de type plan-convexe (l'une de ces surfaces est plane et l'autre convexe) mais il existe aussi des lentilles à gradient d'indice utilisant la variation de l'indice de réfraction du matériau qui les compose pour réaliser la focalisation de la lumière.

Une autre classe de microlentilles, parfois appelées microlentilles de Fresnel, reprend le concept des lentilles de Fresnel à plus petite échelle.

## Fabrication
Au XVe siècle, Robert Hooke et Antonie van Leeuwenhoek développent des techniques permettant la fabrication de petites lentilles de verre nécessaires à leurs microscopes. En faisant fondre dans une flamme des filaments de verre de Venise et en déposant le verre fondu sur une surface, Hooke profite de la tension de surface pour obtenir la géométrie souhaitée pour la goutte fondue,.

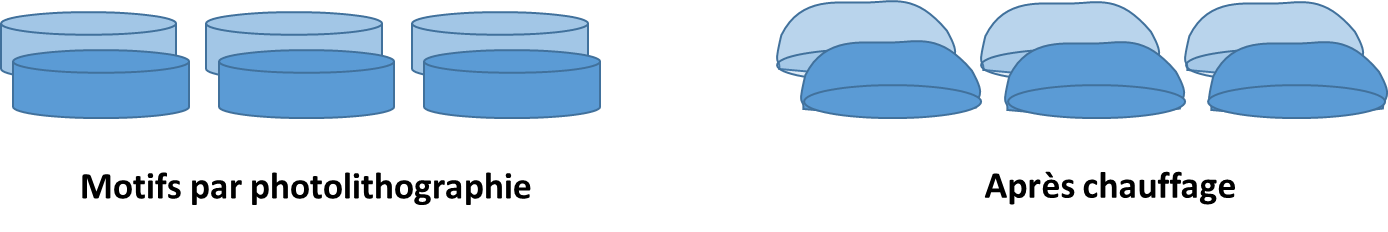
Fabrication d'une matrice de microlentilles

A la fin des années 80, le principe de cette technique est repris pour la réalisation de matrice de microlentilles en résine photosensible,,. Zoran D. Popovic et al. déposent un film de résine photosensible sur un substrat de quartz puis, par photolithographie, définissent des motifs cylindriques dans la résine. Après un chauffage à 140 °C pendant 15 minutes, les motifs cylindriques, sous l'effet de la tension de surface, prennent une forme plan-convexe.

Pour répondre aux besoins de miniaturisation des matrices de microlentilles ainsi qu'à la nécessité de diminuer les coûts de fabrication, une recherche importante est menée pour utiliser les technologies et les recherches issues de l'industrie des semi-conducteurs à la réalisation de tels composants,.

## Applications

Barrière parallaxe versus écran lenticulaire

Les microlentilles isolées servent au couplage de la lumière dans une fibre optique alors que les réseaux de microlentilles sont souvent utilisés pour augmenter l’efficacité de la collecte de la lumière dans les capteurs CCD, les cellules solaires ou de son extraction pour les diodes électroluminescentes.

### Appareils d'imagerie compacts
Des combinaisons de matrices de microlentilles ont été conçues pour atteindre de nouvelles performances dans le domaine de l'imagerie, telles que la capacité à former une image de grossissement 1, sans inversion (comme observée avec les lentilles conventionnelles). Les matrices de microlentilles sont utilisées dans des appareils d'imagerie compacts telles que les photocopieurs ou des appareils-photo de téléphone mobile.

### Imagerie 3D
Les matrices de microlentilles (ou réseaux lenticulaires) peuvent être utilisées pour la réalisation et l'affichage d'image en 3D, on parle alors d'imagerie lenticulaire. A l'image du stéréogramme à parallaxe développé par Frederic Eugene Ives, où l'effet stéréoscopique est dû à une grille aux espacements correctement ajustés (barrière parallaxe), dans l'écran lenticulaire, la matrice de microlentilles permet de réfracter une image vers chaque œil (cf figure ci-contre).

## Microlentilles dans la nature

Œil de drosophile au MEB

On trouve des exemples de micro-optiques dans la nature:
- dans les structures simples pour concentrer la lumière afin d'optimiser le rendement de la photosynthèse[14].
- dans les yeux des insectes et des crustacés où le nombre de microlentilles peut atteindre 30 000[15].

Les yeux composés des insectes, permettant une collecte simultanée de nombreuses images, s'avèrent être des capteurs de mouvement extrêmement sensibles.

Leur principe a été repris pour réaliser des détecteurs, des caméras à vue panoramique.